# ۷۶۵ (قمری)
۷۶۵ (قمری)، هفتصد و شصت و پنجمین سال در گاهشماری هجری قمری است. اول محرم این سال برابر با هجدهم اکتبر سال ۱۳۶۳ میلادی است.